# Atma Vichara

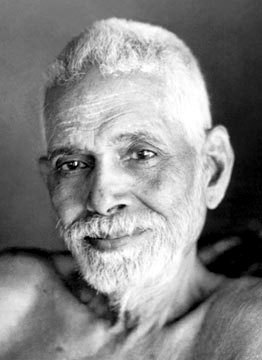
Ramana Maharshi

Ātma vicāra (en sanskrit IAST ; devanāgarī : आत्म विचार) désigne l'enquête ou l'investigation permanente sur la nature ultime de sa propre réalité intérieure. L'ātma vicāra est surtout connu par le biais de Ramana Maharshi qui inlassablement ramenait ceux qui le rencontraient pour le questionner à la seule question « Qui-suis-je? ». 
Ātma vicāra est une pratique du Jñāna Yoga qui s'inscrit dans la tradition de l'école philosophique de l'Advaita Vedānta. Ramana Maharshi nommait cette approche : « la voie directe », invitant le chercheur dans son investigation (« qui suis-je? ») à fixer le mental sur la pensée « Je », afin de découvrir qui est ce « Je » et d'en trouver la source. C'est en cela qu'Ātma vicāra est une voie « directe » vers la Réalité, le Soi (Ātman), le Brahman.